# Sala Constitucional de la Corte Suprema de Justicia de Costa Rica
La Sala Constitucional de la Corte Suprema de Justicia de Costa Rica, abreviada como la Sala Constitucional y conocida popularmente como la Sala IV es un tribunal especializado de Costa Rica encargado de garantizar la supremacía de las normas y principios constitucionales y del Derecho Internacional o Comunitario vigente en la República, su uniforme interpretación y aplicación, así como los derechos y libertades fundamentales consagrados en la Constitución Política o en los instrumentos internacionales de Derechos Humanos vigentes en Costa Rica.
Está integrada por siete magistrados propietarios electos por la Asamblea Legislativa de Costa Rica por periodos de ocho años, con posibilidad de reelección inmediata e indefinida, y solo pueden ser destituidos si se declara que hay lugar a una causa en su contra, por otros motivos que expresa la ley en el capítulo correspondiente al régimen disciplinario, o porque la Asamblea Legislativa con una mayoría de dos terceras partes del total de sus miembros bloquee su reelección automática antes de que esta se configure.
Es la encargada de resolver los recursos de amparo, habeas corpus, acción de inconstitucionalidad, consulta legislativa o judicial de constitucionalidad y los conflictos de competencia entre Poderes de la República que le sean presentados.
Se rige por el contenido de la Ley de la Jurisdicción Constitucional y es la única que puede decidir sobre su propia competencia, las cuestiones incidentales que surjan ante ella y de las perjudiciales conexas.
Desde el 20 de marzo del 2017 el tribunal dejó de compartir sede con el resto de Salas que integran la Corte Suprema de Justicia y se ubicó en el distrito josefino de Mata Redonda. La recepción de documentos por parte de poblaciones vulnerables y al público en general durante el turno vespertino u horario no hábil se realiza en el edificio principal de la Corte Suprema de Justicia en San José, o mediante los medios tecnológicos habilitados que permiten el envío de documentación.
En 2024 la Sala Constitucional emitió un total de 38.484 resoluciones, la mayor cantidad en la historia del tribunal. La cifra representa un incremento de 13.74% respecto al 2023 y lo convierte en uno de los tribunales de su tipo en el mundo que mayor cantidad de sentencias emite por año.

## Historia
El presidente de Costa Rica (1986-1990), Óscar Arias Sánchez, decidió integrar una comisión especial que estudiara la necesidad de promulgar reformas legales que permitieran agilizar el proceso de administración de justicia en el país, y crear un órgano dedicado a la protección de los derechos de los ciudadanos costarricenses.
El 10 de mayo de 1987 se presentó ante la Asamblea Legislativa una propuesta de reforma a los artículos 10, 48, 105 y 128 de la Constitución Política vigente y la adición de un artículo 153 bis, para crear un tribunal especializado que se encargaría de las tareas anteriormente descritas.
La iniciativa fue suscrita por los diputados Johnny Ramírez Azofeifa, Etelberto Jiménez Piedra, José Alberto Aguilar Sevilla, Luis Fishman Zonzinski, José María Borbón Arias, Humberto Elías Vargas Carbonel, Carlos Eduardo Araya Guillén, José Miguel Corrales Bolaños, Carlos Manuel Monge Rodríguez, Allen Ramón Arias Angulo, Juan Guillermo Brenes Castillo y Marcel Taylor Brown.
A esa iniciativa se le asignó el número de expediente legislativo 10.401, al cual se le aprobó una vía de trámite rápido conocida como "dispensa de trámites" el 9 de junio de ese mismo año.
La primera lectura de la proposición tuvo lugar en la sesión número 6 de la Asamblea Legislativa el 7 de mayo de 1987. La segunda lectura ocurrió en la sesión número 11 del 18 de mayo de 1987 y la tercera lectura y votación de admisibilidad ocurrió en la sesión número 21 del 1 de junio de 1987.
La comisión especial encargada de estudiar la reforma constitucional fue integrada mediante el acuerdo número 2351 del 4 de junio de 1987, la cual rindió dictamen unánime afirmativo el 30 de junio de ese mismo año.
La votación en primer debate ocurrió el 10 de mayo de 1989, recibiendo el voto afirmativo de 47 diputados. El segundo debate se presentó el 1 de junio de 1989 y el tercer y último debate se dio el 5 de junio de 1989, con la aprobación de 47 diputados.
El proyecto se convirtió en el decreto legislativo número 7128 el 15 de junio de 1989 y fue sancionado como Ley de la República por el presidente el 18 de agosto de ese mismo año. Tras ser publicada en el Diario Oficial La Gaceta, la reforma constitucional entró en vigencia el 1 de septiembre de 1989. Sin embargo, fue hasta dos meses después que la Asamblea Legislativa promulgó la Ley de la Jurisdicción Constitucional, necesaria para la entrada en funcionamiento del tribunal.
De previo a la existencia de la Sala Constitucional, la Corte Plena (los 22 magistrados que integran las cuatro salas de la Corte) eran los responsables de tramitar los recursos de habeas corpus; ello se mantuvo así hasta el año 1989, cuando la competencia migró al nuevo tribunal.
Desde enero de 1888 la responsabilidad de analizar la constitucionalidad de las leyes, decretos o acuerdos gubernativos correspondía a cada funcionario judicial, situación que cambió a partir de 1915 cuando esa responsabilidad migró a Sala de Casación; a partir de 1938, con la reforma al Código de Procedimientos Civiles de 1933, se le traspasó la responsabilidad a la Corte Plena y a partir de 1989 la asumió la Sala Constitucional.
Finalmente, el recurso de amparo creado por la Ley 1161 del 2 de junio de 1950 asignaba a los juzgados penales la responsabilidad de analizar los recursos de amparo que fueran presentados; situación que cambió hasta 1980 con la Ley de Reorganización Judicial que trasladó la responsabilidad a la Sala Primera hasta el año 1989 cuando lo asumió la Sala Constitucional.
El primer presidente de la Sala Constitucional fue el magistrado Alejandro Rodríguez Vega.

## Composición
La Sala Constitucional está integrada por siete magistrados propietarios y 12 magistrados suplentes, siendo la Sala de la Corte Suprema de Justicia con mayor cantidad de magistrados en ambas categorías. 
Aunque el artículo 157 de la Constitución Política de Costa Rica establece que la Corte estará conformada por los magistrados "que fueren necesarios para el buen servicio", la Ley de la Jurisdicción Constitucional fija en siete el número de integrantes titulares y 12 suplentes de esa Sala.
Los magistrados de la Sala Constitucional gozan de presunción de imparcialidad subjetiva, una garantía de que no han mantenido relaciones indebidas con las partes de un proceso que está bajo su conocimiento. Sin embargo, a petición de parte o del propio magistrado, puede solicitar que se le aparte del conocimiento de un asunto. Presentada esa solicitud, el presidente de la Sala analizará el parecer del magistrado en cuestión y de admitir su separación, dispondrá su reemplazo, sin más trámite y sin que por ningún motivo se suspenda o interrumpa el curso del procedimiento.

### Nombramiento
Los magistrados propietarios que integran la Sala Constitucional son electos por la Asamblea Legislativa por periodos de ocho años, con posibilidad de reelección inmediata, indefinida y automática si antes de la fecha en que esta se configure el Congreso no ha decidido objetar la continuidad del juez cuyo nombramiento está por vencerse.
Cuando se declara la vacancia de uno de los siete puestos, la Corte Plena comunica el hecho a la Asamblea Legislativa, la cual remite el tema a la Comisión de Nombramientos para que se realice un concurso en el que las personas que reúnen los requisitos constitucionales pueden presentar su nombre para resultar electo. 
Este concurso es facultativo, no obligatorio, y por ende los diputados no quedan obligados a votar por alguna de las personas que haya presentado sus atestados para revisión y pueden apartarse de la recomendación final que haga la Comisión de Nombramientos tras concluir el proceso.
Para ser electo magistrado se requiere obtener el voto favorable de al menos 38 diputados.
Los magistrados suplentes son nombrados por la Asamblea, previa nómina remitida por la Corte Suprema de Justicia, y su nombramiento dura cuatro años con posibilidad de reelección inmediata e indefinida pero no automática como sí ocurre en el caso de los titulares.

### Requisitos para ser magistrado
La Constitución Política dispone en su artículo 159 cinco requisitos para ser magistrado de la Corte Suprema de Justicia. Esos requisitos se hacen extensivos para ser magistrado de la Sala Constitucional: 
1. Ser costarricense por nacimiento, o por naturalización con domicilio en el país no menor de diez años después de obtenida la carta respectiva.
2. Ser ciudadano en ejercicio;
3. Ser del estado seglar;
4. Ser mayor de 35 años;
5. Poseer el título de abogado, expedido o legalmente reconocido en Costa Rica, y haber ejercido la profesión durante 10 años por lo menos, salvo que se tratare de funcionarios judiciales con práctica judicial no menor de 5 años.

El quinto requisito fue incorporado por la Ley 2026 promulgada el 15 de junio de 1956. 

### Incompatibilidades para ser magistrado
La Constitución señala en su artículo 160 que no podrá ser elegido magistrado quien se halle ligado por parentesco de consanguinidad o afinidad hasta el tercer grado inclusive, con un miembro de la Corte Suprema de Justicia. El artículo 161 señala que la calidad de magistrado es incompatible con la de funcionario de los otros Supremos Poderes.

### Integración actual de la Sala Constitucional

#### Magistrados propietarios
| Función       | Nombre                         | Edad    | Inicio del nombramiento | Fecha de la última reelección        | Fecha del fin del nombramiento |
| ------------- | ------------------------------ | ------- | ----------------------- | ------------------------------------ | ------------------------------ |
| Presidente    | Fernando Castillo Víquez       | 65 años | 17 de noviembre de 2009 | 16 de noviembre de 2017 (automática) | 16 de noviembre de 2025        |
| Juez asociado | Fernando Cruz Castro           | 76 años | 19 de octubre de 2012   | 7 de octubre de 2020 (automática)    | 7 de octubre de 2028           |
| Juez asociado | Jorge Araya García             | 64 años | 1 de noviembre de 2019  | Primer nombramiento                  | 31 de octubre de 2027          |
| Juez asociado | Luis Fernando Salazar Alvarado | 62 años | 4 de diciembre de 2013  | 24 de noviembre de 2021 (automática) | 23 de noviembre 2029           |
| Juez asociado | Paul Rueda Leal                | 59 años | 27 de junio de 2011     | 26 de junio de 2019 (automática)     | 25 de junio de 2027            |
| Juez asociado | Anamari Garro Vargas           | 58 años | 13 de febrero de 2020   | Primer nombramiento                  | 12 de febrero de 2028          |
| Juez asociado | Ingrid Hess Herrera            | 51 años | 1 de noviembre de 2023  | Primer nombramiento                  | 31 de octubre de 2031          |

#### Magistrados suplentes
| Nombre                               | Fecha de la última reelección | Inicio del nombramiento | Fecha del fin del nombramiento |
| ------------------------------------ | ----------------------------- | ----------------------- | ------------------------------ |
| Alejandro Delgado Faith              | 1 de diciembre de 2021        | 17 de noviembre de 2017 | 12 de diciembre de 2025        |
| Huberth Fernández Argüello           | 1 de diciembre de 2021        | 17 de noviembre de 2017 | 12 de diciembre de 2025        |
| Ana María Picado Brenes              | 1 de diciembre de 2021        | 16 de diciembre de 2013 | 12 de diciembre de 2025        |
| Ileana Isabel Sánchez Navarro        | 1 de diciembre de 2021        | 17 de noviembre de 2017 | 12 de diciembre de 2025        |
| Ronald Salazar Murillo               | 1 de diciembre de 2021        | 16 de diciembre de 2013 | 12 de diciembre de 2025        |
| Alexandra Alvarado Paniagua          | Primer nombramiento           | 13 de diciembre de 2021 | 12 de diciembre de 2025        |
| Ana Cristina Férnandez Acuña         | Primer nombramiento           | 13 de diciembre de 2021 | 12 de diciembre de 2025        |
| Aracelly Pacheco Salazar             | Primer nombramiento           | 13 de diciembre de 2021 | 12 de diciembre de 2025        |
| Fernando Lara Gamboa                 | Primer nombramiento           | 13 de diciembre de 2021 | 12 de diciembre de 2025        |
| Jorge Isaac Solano Aguilar           | Primer nombramiento           | 13 de diciembre de 2021 | 12 de diciembre de 2025        |
| Rosibel de los Ágeles Jara Velásquez | Primer nombramiento           | 13 de diciembre de 2021 | 12 de diciembre de 2025        |
| José Roberto Garita Navarro          | Primer nombramiento           | 13 de diciembre de 2021 | 12 de diciembre de 2025        |

## Toma de decisiones
La jurisprudencia y los precedentes de la Sala Constitucional son vinculantes erga omnes (para todos), salvo para sí misma. El tribunal está llamado a actuar de oficio y con celeridad una vez requerida legalmente su intervención, sin que pueda invocar inercia de las partes para retardar los procedimientos.
La Sala sesiona tres días a la semana para resolver los temas que fueron puestos en su conocimiento. Los martes se resuelven recursos de amparo y Habeas corpus; los miércoles acciones de inconstitucionalidad; y los viernes recursos de amparo y Habeas corpus cuyo trasfondo es más delicado de los que son conocidos los martes. Cada sesión de votación inicia a las 9 de la mañana y termina en promedio entre las 12 p. m. y la 1 p. m. Un miércoles de cada mes la Sala sesiona a doble jornada para votar la mayor cantidad posible de acciones de inconstitucionalidad, ya que son los procesos de mayor complejidad y cuya resolución tarda en promedio 32 meses.
El tribunal debe adoptar sus decisiones por una mayoría (mínimo cuatro votos) y tiene varias opciones de resolución: para los recursos de amparo, Habeas corpus, acciones de inconstitucionalidad y conflictos de competencia existe el rechazo de plano (cuando el recurso es inadmisible), rechazo de fondo o declaratoria de sin lugar (tras analizar el caso, no se encuentra que el denunciante lleve la razón) y declaratoria con lugar (parcial o totalmente); para las consultas judiciales y legislativas planteadas existe la evacuación o no de la consulta.
Los magistrados pueden separarse del criterio de mayoría mediante el procedimiento conocido como "salvar el voto", el cual hacen acompañar de su criterio disidente. Aunque concurran con el criterio de mayoría, los jueces pueden acoger los recursos planteados por razones diferentes, las cuales también deben consignar; o colocar notas separadas para profundizar en sus argumentos para adoptar determinada resolución. 

## Recursos bajo su conocimiento
Presentado alguno de los siguientes recursos, este es enviado a la Oficina de Admisibilidad de la Sala, dependencia de quien ocupe la presidencia del tribunal, y quien determina si el recurso es admitido para su estudio o si por el contrario, debe ser rechazado de plano o darse plazo al solicitante para que subsane las deficiencias de contenido o formales que hayan sido encontradas. Esta última decisión debe ser adoptada por el pleno de la Sala en una votación mayoritaria que fundamente los motivos del rechazo del recurso.

### Recurso de amparo
El artículo 48 de la Constitución Política establece el recurso de amparo como el recurso legal para garantizar los derechos y libertades fundamentales, salvo los tutelados por el habeas corpus.

[...] y al recurso de amparo para mantener o restablecer el goce de otros derechos consagrados en esta Constitución, así como de los de carácter fundamental establecidos en los instrumentos internacionales sobre derechos humanos, aplicables en la República [...]

El amparo se presenta para reclamar violación a los derechos y libertades fundamentales consagrados en la Constitución Política y los instrumentos internacionales sobre derechos humanos. Puede ser presentado por cualquier persona de manera gratuita, por cualquier medio y sin mayores formalidades, requiriendo solamente expresar con la mayor claridad posible el hecho o la omisión que lo motiva, el derecho que se considera violado o amenazado, el nombre del empleado público o del órgano autor de la amenaza o del agravio, y las pruebas que considere pertinentes. La ley no exige citar la norma constitucional que haya sido trasgredida, a menos de que se trate de un derecho establecido por un instrumento internacional.
El recurso es admisible contra toda disposición, acuerdo o resolución y contra toda acción, omisión o actuación que no haya sido fundada en un acto administrativo de servidores y órganos públicos que haya violado, viole o amenace con violar cualquiera de esos derechos. También cabe el recurso contra los actos dictados sin fundamento legal alguno, actuaciones u omisiones fundadas en normas erróneamente interpretadas o indebidamente aplicadas y por su naturaleza, es el recurso que en mayor cantidad ingresa al tribunal cada año.
También es admisible contra las acciones u omisiones de sujetos de Derecho Privado si estos actúan o deben actuar, como parte de sus funciones, en ejercicio de funciones o potestades públicas o si se encuentran en una posición de poder frente a la cual las vías legales ordinarias o comunes actúan de forma insuficiente o tardía; tal como la negativa de un medio de comunicación a publicar un derecho de rectificación y respuesta. 
La Ley de la Jurisdicción Constitucional establece en su artículo 30 que no procede el amparo: 

- Contra las leyes u otras disposiciones normativas salvo cuando se impugnen conjuntamente con actos de aplicación individual de aquellas, o cuando se trate de normas de acción automática, de manera que sus preceptos resulten obligatorios inmediatamente por su sola promulgación, sin necesidad de otras normas o actos que los desarrollen o los hagan aplicables al perjudicado.

- Contra las resoluciones y actuaciones jurisdiccionales del Poder Judicial.

- Contra los actos que realicen las autoridades administrativas al ejecutar resoluciones judiciales, siempre que esos actos se efectúen con sujeción a lo que fue encomendado por la respectiva autoridad judicial.

- Cuando la acción u omisión hubiere sido legítimamente consentida por la persona agraviada.

- Contra los actos o disposiciones del Tribunal Supremo de Elecciones en materia electoral.

El amparo puede presentarse en cualquier momento siempre y cuando la violación, amenaza, perturbación o restricción cometida aún persista. También puede presentarse hasta dos meses después de que hayan cesado totalmente los efectos directos respecto del perjudicado. Sin embargo, la ley señala que cuando se trata de derechos puramente patrimoniales u otros cuya violación pueda ser válidamente consentida, el recurso deberá interponerse dentro de los dos meses siguientes a la fecha en que el perjudicado tuvo noticia de la violación y estuvo en posibilidad legal de interponer el recurso.
La ley también indica que la presentación del recurso no suspende los efectos de las leyes o las disposiciones cuestionadas, pero sí la aplicación de estas a la persona que haya presentado el reclamo, así como la de los actos concretos impugnados. Sin embargo, en casos que la ley califica como de "excepcional gravedad", los magistrados pueden disponer que los actos denunciados puedan seguir ejecutándose, siempre y cuando así lo solicite la Administración de la que dependa el funcionario u órgano demandado, o de oficio, cuando la suspensión pueda causar o amenazar con causar daños o perjuicios ciertos e inminentes a los intereses públicos, mayores que los que la ejecución causaría al agraviado.
Si la Sala admite para estudio un recurso de amparo, dará audiencia escrita por tres días hábiles a la persona o entidad demandada para que pueda defenderse. Los informes que sean rendidos en ese proceso se tienen por dados bajo la fe y la gravedad del juramento, por lo que cualquier falsedad o inexactitud haría incurrir al responsable en la comisión de los delitos de perjurio o falso testimonio, sancionados por el ordenamiento penal costarricense. No responder a la audiencia conferida por la Sala tiene como consecuencia que los hechos denunciados sean dados por ciertos; lo mismo ocurre si en la contestación la parte demandada omite contradecir alguno de los alegatos de la parte denunciante.
Cuando la Sala declara con lugar un recurso de amparo, la sentencia restituye al demandante en el pleno goce de sus derechos y ordena que las cosas sean devueltas al estado que guardaban antes de la violación cuando sea posible. Si la sentencia ordena a la autoridad demandada la promulgación de alguna reglamentación, o el cumplimiento o ejecución de una ley u otra disposición normativa, se le otorga un plazo de dos meses para el cumplimiento. Si lo impugnado fue la denegación de un acto o una omisión, la sentencia ordenará realizarlo en un plazo "prudencial perentorio". Si se tratara de una mera conducta o actuación material, o de una amenaza, se ordenará su inmediato cese y se le ordenará a la parte demandada evitar una nueva violación o amenaza, perturbación o restricción semejante.
Incumplir lo ordenado por la Sala Constitucional en una sentencia emitida a raíz de un recurso de amparo acarrea prisión de tres meses a dos años, o de veinte a sesenta días multa, siempre que el delito no esté más gravemente penado.
Si la sentencia es a favor del demandante, la Sala condenará al pago de las costas, daños y perjuicios causados al Estado o entidad de que dependa el demandado y solidariamente contra este, si se considerara que ha mediado dolo o culpa de su parte. Por el contrario, si el amparo fuere desistido por el denunciante, rechazado o denegado por la Sala, esta lo condenará al pago de las costas si determina mediante una adecuada fundamentación que incurrió en temeridad en su reclamo.
La ley también dispone que si estando en curso el análisis del amparo se dicta un acto que revoca, detiene o suspende la actuación impugnada, el recurso será declarado con lugar, únicamente para efectos de indemnización y de costas, si los magistrados consideran que son procedentes.
Cuando una sentencia por recurso de amparo queda en firme, el órgano o funcionario responsable del agravio deberá cumplirla sin demora. Si no lo hace dentro del plazo de 48 siguientes a la firmeza, la Sala se comunicará con el superior del responsable y le requerirá que lo haga cumplir y que abra un procedimiento disciplinario contra el infractor. Si se trata de incumplimiento cometido por funcionarios que gozan de un fuero, la Sala remitirá el incumplimiento al Ministerio Público para que se abra una causa penal.
Las sentencias por recursos de amparo se ejecutan en la Sala Constitucional, excepto la liquidación y cumplimiento de indemnizaciones y responsabilidades pecuniarias, ya que ello corresponde al Tribunal Contencioso Administrativo o a la vía civil, según lo determinen los magistrados.
Si durante el análisis del caso la Sala determina que lo denunciado está fundado en normas que están vigentes, deberá suspender la tramitación del recurso y darle un plazo de 15 días hábiles al denunciante para que entable una acción de inconstitucionalidad contra esas normas. Incumplido el plazo, la Sala rechazará el recurso.

### Recurso dehabeas corpus
Lo consagra el artículo 15 de la Ley de Jurisdicción Constitucional:

Para garantizar la libertad e integridad personales, contra los actos u omisiones que provengan de una autoridad de cualquier orden, incluso judicial, contra las amenazas a esa libertad y las perturbaciones o restricciones que respecto de ella establezcan indebidamente las autoridades, lo mismo que contra las restricciones ilegítimas del derecho de trasladarse de un lugar a otro de la República y de libre permanencia, salida e ingreso en su territorio.

El habeas corpus es el recurso en el que se alega violación al derecho de libertad e integridad de una persona, y se acciona con el fin de obtener protección ante esa perturbación, o para que cesen restricciones por actos u omisiones que son cometidas por las autoridades, como detenciones, incomunicaciones ilegítimas o violación a la libertad de tránsito. Sin embargo, cuando en el recurso se aleguen otras violaciones que tengan relación con la libertad personal y los hechos tengan conexidad con el acto atribuido como ilegítimo, la Sala deberá resolver también sobre esas violaciones.
La ley señala que este recurso corresponde tramitarlo específicamente al presidente de la Sala o a un magistrado instructor que este designe. Sin embargo, si se trata de un reclamo manifiestamente improcedente, el magistrado designado debe abstenerse de tramitarlo y en su lugar, reservarlo para la siguiente sesión de votación de la Sala.
Cuando el recurso sea admitido para estudio, el magistrado a cargo de analizarlo dará audiencia a la autoridad denunciada por el plazo que este determine, pero nunca superior a tres días naturales; deberá además ordenar a la parte demandada que no ejecute contra el denunciante acto alguno que pudiere dar como resultado el incumplimiento de lo que en definitiva resuelva la Sala.
Para los habeas corpus presentados por personas que fueron detenidas y puestas a la orden de una autoridad judicial, sin que se hubiese dictado una orden de restricción de libertad en su contra, el magistrado encargado puede suspender el trámite del recurso por hasta 48 horas para dar plazo a la autoridad judicial para que practique las diligencias necesarias para poner en orden la situación denunciada e informar de ello a la Sala.
Contestada la audiencia por parte de la autoridad denunciada, la Sala analizará el reclamo y deberá resolverlo en un plazo de cinco días tras analizar las siguientes circunstancias: 
- Si la autoridad tenía competencia para dictar la restricción de la libertad o la medida impuesta.
- Si la detención se ordenó ilegítimamente o contra lo dispuesto en el artículo 37 de la Constitución Política.
- Si existe auto de detención o prisión preventiva legalmente decretada, o si la pena que se está descontando es la impuesta por sentencia firme.
- Si, en caso de estar suspendidas las garantías constitucionales, la resolución se dictó dentro de las limitaciones de la Constitución Política, y de las razonablemente derivadas de la misma declaratoria.
- Si por algún motivo fuere indebida la privación de la libertad o la medida impuesta.
- Si efectivamente hubo o existe amenaza de violación de los derechos protegidos por el recurso.
- Si la persona hubiere sido ilegítimamente incomunicada, o si la incomunicación legalmente decretada se mantiene por un plazo mayor al autorizado en el artículo 44 de la Constitución Política.
- Si la detención, prisión o medida acordada se cumple en condiciones legalmente prohibidas.
- Si el hecho que se le imputa está o no previsto por ley preexistente.

Cualquier restricción a la libertad física, ordenada por una autoridad competente, que exceda los plazos señalados por los artículos 37 y 44 de la Constitución Política, debe imponerse mediante resolución debidamente fundamentada, salvo si se trata de simples órdenes de presentación o de aprehensión.
Las sentencias que declaren con lugar el recurso de habeas corpus condenarán siempre al Estado al pago de los daños y perjuicios y costas del recurso, lo cual permite que el particular afectado pueda resarcirse. 

### Acción de inconstitucionalidad
Es un recurso que puede plantearse contra las leyes y otras disposiciones generales, incluso las originadas en actos de sujetos privados, que infrinjan por acción u omisión alguna norma o principio constitucional. También puede interponerse contra los actos subjetivos de las autoridades públicas cuando infrinjan por acción u omisión alguna norma o principio constitucional y si no fuere posible impugnarlas mediante los recursos de habeas corpus o de amparo.
El recurso también cabe cuando en la formación de las leyes o acuerdos legislativos se viole algún requisito o trámite sustancial previsto en la Constitución o establecido en el Reglamento de Orden, Dirección y Disciplina Interior de la Asamblea Legislativa; cuando se apruebe una reforma constitucional con violación de normas constitucionales de procedimiento; cuando alguna ley o disposición general infrinja la disposición constitucional de no oponerse a un tratado público o convenio internacional; cuando en la suscripción, aprobación o ratificación de los convenios o tratados internacionales, o en su contenido o efectos se haya infringido una norma o principio constitucional o del Reglamento de la Asamblea.
También puede interponerse contra la inercia, las omisiones y las abstenciones de las autoridades públicas.
Este recurso es el que mayores formalidades y requisitos tiene para ser presentado, ya que no procede contra los actos jurisdiccionales del Poder Judicial, ni contra los actos o disposiciones del Tribunal Supremo de Elecciones relativos al ejercicio de la función electoral; y es necesario que exista un asunto pendiente de resolver ante los tribunales, o procedimiento para agotar la vía administrativa, en que se haya invocado de manera expresa una inconstitucionalidad como medio razonable de amparar el derecho o interés que se considera lesionado. Este último requisito no procede cuando por la naturaleza del asunto no exista lesión individual y directa, o se trate de la defensa de intereses difusos, o que atañen a la colectividad en su conjunto.
A diferencia de recurso de amparo y habeas corpus, la acción de inconstitucionalidad debe ser autenticada por un notario. Además, debe exponer los fundamentos de forma clara y precisa, citando expresamente las normas o principios que se consideran infringidos. Incumplir con estos requisitos acarrea que la Sala deniegue el trámite de la acción, o que otorgue un plazo perentorio al accionante para que subsane las deficiencias detectadas. Aunque la ley señala expresamente que la acción debe presentarse ante la Secretaría de la Sala, junto con certificación literal del libelo en que se haya invocado la inconstitucionalidad en el asunto principal, y siete copias firmadas para cada uno de los magistrados, este requisito ha dejado de exigirse tras el avance de las nuevas tecnologías.
La ley señala que el derecho a pedir la declaración de inconstitucionalidad en casos determinados, se extingue por caducidad cuando ese derecho no se ejerce antes de que el respectivo proceso judicial quede resuelto por sentencia firme.
Si se reúnen todas las formalidades anteriormente señaladas, el magistrado presidente de la Sala admitirá para estudio el caso y ordenará a la Procuraduría General de la República (que para estos procesos debe fungir como asesor imparcial del Tribunal y no como Abogado del Estado) y a la contraparte que figure en el asunto principal, que manifiesten lo que consideren pertinente dentro de un plazo de 15 días hábiles. Además, la resolución de admisibilidad de la acción debe publicarse tres veces consecutivas en el Boletín Judicial, publicado por la Imprenta Nacional, a fin de que personas interesadas puedan presentar coadyuvancias activas (a favor) o pasivas (en contra) de la solicitud de declaratoria de inconstitucionalidad.
La publicación el Boletín Judicial tiene como fin hacer de conocimiento de todos los funcionarios públicos que no dicten resoluciones finales aplicando las normas impugnadas, hasta que la Sala se pronuncie sobre la constitucionalidad de las mismas.
Vencidos los 15 días para que la Procuraduría y la contraparte se pronuncien, y se presenten las coadyuvancias, cualquier acción en términos similares a la ya admitida se tendrá como ampliación de esta y se acumulará para que sea resuelta en un solo acto.
Aunque el artículo 85 de la Ley de la Jurisdicción Constitucional establece que la Sala debe convocar a una audiencia oral para escuchar argumentos de las partes del proceso, los magistrados han realizado una interpretación de esa normativa para no realizarla a menos de que lo consideren estrictamente necesario. Si la convocaran, la Sala tiene la obligación de resolver el recurso en el plazo de un mes, posterior a dicha audiencia. Caso contrario, no tienen plazo fatal para resolver, aunque el promedio de resolución es de 18 meses.
Si la sentencia declara que las normas o actos impugnados son inconstitucionales, el documento producirá cosa juzgada y eliminará la norma o acto del ordenamiento jurídico nacional, una vez publicado el aviso en el Boletín Judicial por tres veces consecutivas. Si la declaratoria de inconstitucionalidad también abarca a otras normas por su evidente conexidad, podrá declarar también la inconstitucionalidad de estas. Los magistrados pueden declarar que la norma o acto impugnado no son inconstitucionales, siempre y cuando se practiquen o se entiendan en los términos que definan en su sentencia.
Una declaratoria de inconstitucionalidad tiene efectos declarativos y retroactivos a la fecha de vigencia del acto o de la norma, sin perjuicio de los derechos adquiridos de buena fe. Sin embargo, la Sala puede dimensionar los efectos de su sentencia en el tiempo, espacio y materia, para evitar graves dislocaciones en la seguridad, justicia o la paz social.

### Consulta legislativa de constitucionalidad
La Ley de la Jurisdicción Constitucional establece dos tipos de consultas legislativas de constitucionalidad: la preceptiva y la facultativa.
La preceptiva es obligatoria antes de la aprobación definitiva de reformas constitucionales o de reformas a la Ley de la Jurisdicción Constitucional, así como aquellos proyectos de ley tendientes a la aprobación de convenios o tratados internacionales.
La facultativa es la que puede presentarse por al menos 10 diputados contra un proyecto de ley antes de su segundo debate y en el que deben especificar cuáles normas o principios constitucionales consideran lesionados por el contenido de la propuesta. También puede presentar la consulta facultativa la Corte Suprema de Justicia, el Tribunal Supremo de Elecciones y la Contraloría General de la República contra proyectos de ley o de mociones incorporadas a ellos, en cuya tramitación, contenido o efectos estiman indebidamente ignorados, interpretados o aplicados los principios o normas relativos a su respectiva competencia constitucional. También puede plantearla la Defensoría de los Habitantes por considerar que infringen derechos o libertades fundamentales reconocidos por la Constitución o los instrumentos internacionales de derechos humanos vigentes en la República.
Este tipo de consulta debe ser evacuada por la Sala dentro del mes siguiente a su recibo. Al responder debe pronunciarse sobre los aspectos y motivos consultados o sobre cualesquiera otros que considere relevantes desde el punto de vista constitucional. Sobre este último extremo, la Sala ha mantenido recientemente una posición más reservada y ha decidido que no se pronunciará sobre aspectos que no fueron consultados.

### Consulta judicial de constitucionalidad
Son presentadas por jueces de la República con el fin de aclarar la constitucionalidad de las normas o actos que deban aplicar; o de un acto, conducta u omisión que deban juzgar.
El juez que plantee la consulta debe emitir una resolución que indique las normas, actos, conductas u omisiones cuestionadas, y los motivos por los que duda de su validez o interpretación constitucional. En este proceso también se le dará audiencia a la contraparte, y a la Procuraduría General de la República, posterior a lo cual deberá resolver en el plazo de un mes.
La consulta judicial de constitucionalidad, si es estimatoria a una declaratoria de inconstitucionalidad, tiene el mismo efecto que si fuera una acción de inconstitucionalidad declarada con lugar.

### Conflicto constitucional
Es un recurso que plantea un jerarca cuando considera que existe un conflicto de competencia o de atribuciones entre los Poderes del Estado, incluido el Tribunal Supremo de Elecciones, o entre cualquiera de ellos y la Contraloría General de la República; o por conflictos de competencia o atribuciones constitucionales entre cualquiera de los Poderes u órganos anteriormente mencionado y las instituciones descentralizadas, municipalidades u otras personas de Derecho Público, o los de cualesquiera de estas entre sí.
Admitido el recurso que plantea el conflicto, el presidente de la Sala deberá darle audiencia al jerarca del otro órgano o entidad acusado por un plazo improrrogable de ocho días y cumplido ese plazo, deberá pronunciarse sobre quién lleva la razón en un plazo de 10 días.

## Casos notables
Durante sus 30 años de existencia, la Sala Constitucional ha sido foco de atención mediática debido a la gran variedad y complejidad de casos que son sometidos a su conocimiento. 
El 7 de julio de 1993, la Sala rechazó un recurso de amparo presentado por aficionados del Club Sport Cartaginés en contra del árbitro central de un partido de fútbol celebrado el 4 de julio entre ese equipo y el Club Sport Herediano. Ellos solicitaban que se anulara la sanción impuesta por el árbitro que devino en un penal anotado a favor de Cartaginés.
El 15 de mayo de 2001, los magistrados rechazaron de plano un recurso de amparo presentado contra Repretel Canal 11 por transmitir la telenovela Betty La Fea. El denunciante alegó que la misma era discriminatoria de las personas que como él, son feas, dando un mejor estatus a las personas con una buena apariencia, sin tomar en cuenta su intelecto.
El 4 de abril de 2003, la Sala Constitucional anuló la reforma constitucional hecha por la Ley 4349 del 11 de julio de 1969, que había eliminado el derecho a la reelección presidencial no-consecutiva. Ello dio paso al segundo gobierno de Óscar Arias Sánchez. La Sala concluyó que no era posible derogar un derecho que había sido otorgado por la versión original de la Constitución Política promulgada en 1949.
El 12 de agosto de 2011, la Sala emitió una resolución para una acción de inconstitucionalidad en la que declaró la ilegalidad de exigir un porcentaje de participación en una huelga del sector privado superior al 50% de los trabajadores, y que hasta un nuevo porcentaje no fuera definido por la Asamblea Legislativa, no podían tomarse medidas en contra de los huelguistas, ni rebajar su salario por los días holgados. Esa resolución, con el pasar de los años, se hizo extensiva en aplicación a huelgas de trabajadores del sector público.  Tras la huelga sindical en Costa Rica de 2018 que se prolongó durante 93 días, la Asamblea Legislativa aprobó una ley para el rebajo de salarios a los funcionarios que se fueran a una huelga, aun si esta fuera declarada legal. La medida llevó a que el proyecto fuera sometido a una consulta legislativa de constitucionalidad y en resolución del 25 de octubre de 2019, la Sala determinó que su sentencia del 2011 había sido "defectuosa ab-origine" porque una revisión exhaustiva de los argumentos para llegar a la conclusión aludida determinó que la misma no era clara ni fue aborda adecuadamente por los magistrados de aquella época; inclusive fue calificada de "omisa" por carecer de la justificación y fundamentación que se requerían y por ello, avaló el rebajo salarial ante la participación en una huelga, aunque esta hubiese sido declarada legal.
El 8 de agosto de 2018, tras la sesión más larga en la historia del tribunal, los magistrados declararon con lugar la acción de inconstitucionalidad presentada contra una norma del Código de Familia de Costa Rica que establecía que era legalmente imposible el matrimonio entre personas del mismo sexo. La Sala acogió lo expuesto por la Corte Interamericana de Derechos Humanos en la opinión consultiva sobre identidad de género, e igualdad y no discriminación a parejas del mismo sexo (OC 24/17), en la cual el tribunal resolvió que los Estados firmantes de la Convención Americana sobre Derechos Humanos debían reconocer a las parejas de personas del mismo sexo el acceso a las figuras jurídicas ya existentes para regularizar sus uniones, incluyendo el matrimonio. La Sala dio 18 meses plazo a la Asamblea Legislativa para derogar la prohibición y actualizar las leyes para que fueran aplicables a ese tipo de uniones.